# Споменик са костурницом стрељаних жртава у Драгинцу
Споменик са костурницом стрељаних жртава у Драгинцу, код Лознице, обележава гробницу у којој су 1961. године скупљени посмртни остаци стрељаних житеља Јадра 1941. године. Меморијални спомен комплекс представља непокретно културно добро као споменик културе од великог значаја.

## Историјат
У јесен 1941. године немачка војска је кренула у офанзиву са циљем да поврати изгубљене територије у Србији. Једна експедиција се упутила ка Крупњу али је на мосту преко Јадра код места званог Гајића Стена у близини Драгинца заустављена и разбијена од стране партизанских одреда 14. октобра 1941. године.
Немци су као одмазду за овај пораз из Драгинца и околине сакупили и потом на неколико места у Драгинцу стрељали укупно 2.950 лица. Након тога су их све затрпали у заједничке гробнице. Ове гробнице су после рата уређене и обележене, а 1961. године сви посмртни остаци су пренети у заједничку гробницу изван села. Гробница је обележена гранитним спомеником висине 7 метара, аутора Остоје Горданића Балканског. На споменику и гробници су исписани спомен-текстови. На месту ранијих гробница остале су уређене хумке на којима се налазе плоче са стиховима Ђорђа Радишића.

## Галерија
- Стратиште I
- Стратиште I
- Стратиште II
- Стратиште II
- Споменик и костурница
- Споменик и костурница